# Marcelle Kellermann
Marcelle Georgine Kellermann (20 avril 1919, Beckenried - 6 juin 2015) est une enseignante française, pionnière de l'enseignement du français pour les écoles primaires au Royaume-Uni, et membre de la Résistance française pendant la Seconde Guerre mondiale.

## Biographie
Marcelle Georgine Loebell est née à Beckenried le 20 avril 1919. Ses parents Henri Loebell et Rose Camille Bourguignon se sont mariés le 26 mars 1918 à Zurich, légitimant leur fille aînée Suzanne, née à Paris le 2 mars 1915. Lui est docteur en chimie, originaire de Iași (Roumanie), francophile depuis l'enfance et installé à Aubervilliers à partir de 1912 après un début de carrière comme directeur d'usines en Allemagne. Il rencontre Rose Camille Bourguignon, originaire de Pontarlier (Doubs), au tout début de la guerre.
Dans les années 1930, la famille Loebell est domiciliée à Levallois-Perret, rue de Villiers. Henri et Marcelle sont naturalisés français par décret le 19 juin 1928. Le père est alors directeur d'une entreprise d'achat en gros d'articles de mercerie et bonneterie, dont le siège est à Paris.
La famille Loebell se réfugie à Clermont-Ferrand lors du début de la Seconde Guerre mondiale. La mère, Rose Camille Bourguignon y meurt le 12 août 1940. Marcelle Loebell étudie au début de la guerre à l'université de Clermont-Ferrand, avant de rejoindre la résistance en 1942.
Elle épouse Walter Kellermann (1915-2012), chimiste, rencontré à Paris. Le couple s'installe au Royaume-Uni, où Walter Kellerman est universitaire. Ils ont eu un fils et deux filles, dont l'une est l'actrice Barbara Kellerman.

## Carrière dans l'enseignement
Marcelle Kellermann enseigne le français à Leeds et au collège de Bingley dans le Yorkshire. Elle est considérée comme une « pionnière de l'enseignement du français aux enfants du primaire » en Grande-Bretagne.

## Publications
Elle publie plusieurs articles et ouvrages sur ses expériences d'enseignement des langues étrangères : 
- Two Experiments on language teaching in primary schools in Leeds, 1964[12] ;
- "Expériences britanniques", in Le Français dans le monde, 1966 ;
- The Forgotten Third Skill: Reading a Foreign Language, 1981[13].

A la fin de sa vie, elle écrit deux libres relatant son vécu de la Seconde Guerre mondiale.
- A Packhorse Called Rachel, 2007 ;
- The Interpreter, 2014, résultat de ses recherches sur les activités d'un officier nazi, "Frank von Heugen", qui a utilisé ses compétences linguistiques pour devenir un informateur allié[14].